# Bataille de Cañada de Los Naranjos
Guerre d'indépendance du Mexique
La bataille de Cañada de Los Naranjos est une action militaire de la guerre d'indépendance du Mexique qui eut lieu le 7 novembre 1816 dans la Cañada de Los Naranjos, aux environs de la ville de Acatlán de Osorio, État de Puebla. Les insurgés commandés par le général Vicente Guerrero furent battus par les forces royalistes des commandants Saturnino Samaniego et Antonio Flon alors qu'ils se rendaient de Huajuapan de León a Izúcar de Matamoros.

## Référence
- (es) Cet article est partiellement ou en totalité issu de l’article de Wikipédia en espagnol intitulé « Batalla de Cañada de Los Naranjos » (voir la liste des auteurs).